# Jean de Nivelle (opéra)
Cet article concerne l'opéra de Léo Delibes. Pour le personnage historique de la Maison de Montmorency, voir Jean de Nivelle.
Pour l’article ayant un titre homophone, voir Jean de Nivelles.
Jean de Nivelle est un opéra en trois actes de Léo Delibes sur un livret en français d'Edmond Gondinet et Philippe Gille. Il est créé le 6 mars 1880 à l'Opéra-Comique à Paris, avec le ténor français, Jean-Alexandre Talazac dans le rôle-titre. L'histoire est inspirée de la figure historique de Jean de Nivelle, un membre de la Maison de Montmorency qui a refusé de se joindre à son père, Jean II de Montmorency, dans le soutien à Louis XI dans sa guerre contre Charles le Téméraire. 

## Historique
Bien qu'originellement classé comme un opéra comique, par de nombreux aspects Jean de Nivelle est proche de la tradition du grand opéra illustré par Meyerbeer. L'opéra est populaire à son époque, avec cent représentations dans l'année suivant la création. Entre 1881 et 1882, il est aussi représenté à La Monnaie à Bruxelles, à Saint-Pétersbourg, Copenhague, Budapest, Vienne, et Stockholm. Puis, il disparaît du répertoire et n'est seulement remonté à Paris qu'en 1908, au Théâtre Lyrique Municipal de la Gaité.

## Sources
- Decé, H., Review: « Théâtre Lyrique Municipal de la Gaité: Jean de Nivelle », Le théâtre, vol. 1908/II, No. 239, 1908, pp. 18-22